# 霞 (朝潮型駆逐艦)
霞（かすみ）は、大日本帝国海軍の朝潮型駆逐艦9番艦である。この名を持つ帝国海軍の艦船は暁型駆逐艦「霞」に続いて2隻目。1945年4月の坊ノ岬沖海戦で沈没した。

## 艦歴

### 建造～ミッドウェー海戦まで
1936年（昭和11年）1月20日、浦賀船渠で建造予定の駆逐艦1隻が「朝雲（アサグモ）」と命名されたが、6月19日に霞と改名された。12月1日に起工、1937年（昭和12年）11月18日に進水。1939年（昭和14年）6月28日に竣工し、同型艦の霰と共に第18駆逐隊を編制した。11月6日に陽炎が編入し、15日に第二艦隊・第二水雷戦隊に配属された。12月20日、不知火が編入し、第18駆逐隊は霞、霰、陽炎、不知火の4隻体制となった。1940年（昭和15年）10月11日、横浜港沖で行われた紀元二千六百年特別観艦式に18駆の僚艦と共に参加。18駆は第三列（金剛、榛名、熊野、鈴谷、最上、利根、筑摩、《陽炎》、大潮、朝潮、荒潮、満潮、《霰、霞、不知火》、黒潮、雪風、初風）に配置された。1941年（昭和16年）9月1日、宮坂義登大佐が駆逐隊司令に就任した。
真珠湾攻撃に備えて、第18駆逐隊は第二水雷戦隊の指揮を離れて南雲機動部隊の警戒隊（指揮官：第一水雷戦隊司令官大森仙太郎少将）に編入し、一水戦旗艦の軽巡阿武隈、第17駆逐隊（谷風、浦風、浜風、磯風）と駆逐艦秋雲（第五航空戦隊所属）と行動を共にした。1941年（昭和16年）11月26日、南雲機動部隊警戒隊は空母6隻（第一航空戦隊《赤城、加賀》、第二航空戦隊《蒼龍、飛龍》、第五航空戦隊《翔鶴、瑞鶴》）の護衛として単冠湾を出港、ハワイ作戦に参加した。
1942年（昭和17年）1月8日、呉を出港してトラック泊地へ進出。機動部隊とラバウル攻撃に従事、以後、2月には第二航空戦隊のポート・ダーウィン攻撃、ジャワ南方機動作戦、4月のセイロン沖海戦に参加。4月23日、呉に入港し入渠整備を行った。5月1日、第18駆逐隊は第二水雷戦隊指揮下に戻った。5月下旬にサイパンに進出。6月5-7日のミッドウェー海戦に攻略隊の護衛として参加した。ミッドウェー作戦の中止を決めた連合艦隊は8日、重巡三隈が沈没し重巡最上が大破した第七戦隊の指揮下に第18駆逐隊を配置し、護衛を命じた。14日、第七戦隊の最上、重巡熊野、重巡鈴谷と共にトラックに帰投。最上をトラックに残し、熊野と鈴谷を護衛して23日、呉に帰投した。

### 北方海域での戦い
呉に戻った第18駆逐隊（霞、霰、陽炎、不知火）は、北方方面に展開する第五艦隊（旗艦：重巡那智）の指揮下に入った。6月23日、大本営はミッドウェー作戦の陽動で占領に成功したアリューシャン列島のアッツ島とキスカ島の維持を命じ、同隊は日本から兵員や武器を輸送する船団の護衛任務に就いた。28日、霞、霰、不知火の3隻が、横須賀から水上機母艦千代田と輸送船あるぜんちな丸を護衛し、キスカ島に向かった。東京湾で23日に駆逐艦山風がアメリカ潜水艦ノーチラスに撃沈されたため、別の輸送船を護衛する予定の陽炎が東京湾で掃討作戦に従事した。
7月5日未明、千代田とあるぜんちな丸はキスカ島キスカ湾に入港した。第18駆逐隊の3隻はキスカ島沖で濃霧のため仮泊中、アメリカ潜水艦グロウラーの襲撃を受けた。霞は一番砲塔前の下部に被雷し、大破した。霰は沈没、不知火も大破した。
日本海軍は14日附で宮坂司令の任を解いた。霞と不知火は、空襲で沈没した特設運送船日産丸の残骸に隠れて応急修理を行った。19日に陽炎が菊川丸を護衛してキスカに到着。20日、行動不能の霞と不知火は第五艦隊附属となり、陽炎は南方作戦の第15駆逐隊に編入された。駆逐艦長波が救難資材と工員を乗せて27日にキスカ島に到着した。霞は26日から曳航実験を行って曳航可能と判断され、27日午後、駆逐艦雷の曳航と陽炎の護衛で、キスカ島を出発した。悪天候のため霞の曳航は難航し、雷の燃料がひっ迫したが、8月3日に幌筵島に到着した。5日、曳航艦が駆逐艦電に代わって幌筵を出発、9日に石狩湾に入港した。10日、タンカー富士山丸に曳航されて石狩湾を発ち、13日に舞鶴に到着した。舞鶴海軍工廠で修理に着手した。
15日、第18駆逐隊は解隊。霞と不知火は呉鎮守府予備艦となり、31日に特別役務駆逐艦に指定された。9月3日、不知火が舞鶴に到着した。10月15日、霞と不知火は第四予備艦に指定された。不知火より修理が早く進んだ霞は1943年（昭和18年）5月20日に第一予備駆逐艦になり、6月30日に修理が完了した。同日、新造艦の訓練・練成を主任務とする第十一水雷戦隊に編入された。
修理中に重油タンク加熱装置を積んだ霞は、第十一水雷戦隊への合流に先立ち装置の実験のため舞鶴工廠の関係者を乗せて7月4-12日の間、樺太・敷香まで往復する航海実験を行った。実験を完了して18日に舞鶴を出発、内海西部で第十一水雷戦隊の各艦と合流し、以降は訓練を行った。25-26日、戦艦大和の電探公試に協力した。29日に電探射撃訓練に曳的艦として協力したが、途中で曳索が切れた。8月、瀬戸内海で訓練に従事。16日、第五艦隊・第一水雷戦隊（司令官木村昌福少将）の第9駆逐隊に霞が編入することが内示された。17日、大和など主力部隊が呉からトラック泊地へ出撃し 、霞と第十一水雷戦隊の早波、涼波、藤波の駆逐艦4隻が途中まで護衛した。20日、霞は駆逐艦響、早波、涼波、藤波と対空訓練を実施したのち、呉に回航された。
9月1日、霞は第9駆逐隊（朝雲、薄雲、白雲、司令・井上良雄大佐）に正式に編入され、再び第五艦隊の一員として北方海域で活動することになった。2日に呉を出発。那智を護衛して6日に幌筵島に到着した。その後は北千島列島方面で、船団護衛に従事した。
10月29日、第9駆逐隊の司令駆逐艦になった。31日、朝雲は第10駆逐隊に編入された。アメリカ軍が11月21日に中部太平洋のギルバート諸島に上陸を開始したことを受け、霞は11月下旬から一時的に内南洋部隊の指揮下に入り、横須賀を経由してマーシャル諸島のルオット島へ緊急輸送を行った。12月15日にトラック泊地に到着し、ラバウル空襲で損傷した最上を護衛して内地に帰投した。南洋任務を終えた霞は22日に舞鶴に戻り、電探の装備や対空機銃の増設工事を行った。1944年（昭和19年）1月18日、霞は整備・修理を終えて舞鶴を出撃し、北方方面での船団護衛任務に復帰した。
3月1日、不知火が第9駆逐隊に編入されたが、南方海域で護衛任務等に当たっていた。3月15日、第9駆逐隊の霞と白雲、薄雲は輸送船4隻を護衛して小樽を出港し、釧路港を経て千島に向かった。16日、釧路沖でアメリカ潜水艦トートグに襲撃され白雲と日連丸が撃沈された。霞は周辺海域の対潜哨戒を行ったが、成果はなかった。31日に第9駆逐隊は解隊され、薄雲と霞、不知火の3隻で第18駆逐隊を編制、引き続き井上大佐が司令となった。
6月中旬、マリアナ方面の戦いが始まり、第五艦隊各艦は横須賀への入港を命じられ、霞は護衛任務を中止して24日までに横須賀に到着した。サイパン島への海上突入作戦が計画され、霞なども参加を予定したが、マリアナ沖海戦に敗れるなどして作戦が中止となった。6月27日、霞と不知火は東京湾と青ヶ島の間の対潜哨戒任務に就き、その後は那智、重巡足柄を護衛して大湊に向かった。再び北方での護衛任務に戻ったが、7月7日、小樽から北千島へ向かう船団を護衛中に米潜水艦スケートの攻撃を受け、薄雲が沈没した。8月に硫黄島、父島への輸送任務に当たり、以降は南方での作戦に備えて内海で訓練を行った。

### フィリピンでの戦い
第五艦隊司令長官志摩清英中将が指揮する第二遊撃部隊（那智、足柄 、軽巡阿武隈、第18駆逐隊、第7駆逐隊《潮、曙》、第21駆逐隊《若葉、初春、初霜》）は、台湾沖航空戦の残敵を掃討する命令を受け、10月15日に呉を出撃した。しかし16日に米機動部隊が健在であることが判明し、レイテ湾に来襲した米軍を撃滅するため、第21駆逐隊を除く第二遊撃部隊がスリガオ海峡に向かった。25日午前3時過ぎにスリガオ海峡に突入したが、阿武隈が被雷し、那智が最上と衝突したため突入を断念し、残存艦艇はコロン湾に退避した。軽巡鬼怒の救援に向かった不知火が27日に空襲で沈没し、井上司令も戦死した。
日本軍はレイテ沖海戦後、陸軍兵力をルソン島からレイテ島へ移動する多号作戦を発動した。霞は10月31日-11月1日の第二次作戦の警戒隊に駆逐艦沖波、曙、潮、初春、初霜、海防艦4隻と共に参加、輸送船4隻を護衛した。能登丸が沈没したが、輸送作戦は成功した。5日にマニラ湾の大空襲で那智が沈没、曙が大破し、霞と初春、初霜、潮は乗員の救助を行った。11月8-9日、霞は第四次作戦の警戒隊に秋霜、潮、朝霜、長波、若月の駆逐艦5隻と海防艦4隻で参加、輸送船3隻を護衛した。空襲で高津丸、香椎丸、海防艦1隻を撃沈され、揚陸も重火器や弾薬の一部にとどまった。帰路でオルモック湾へ向かう第三次輸送部隊と合流。艦隊を再編し、霞、秋霜、潮、初春、竹の5隻がマニラ湾に帰投したが、第三次輸送部隊は11日に空襲を受け、朝霜を除いて全滅した。
13日、マニラ湾は再び空襲を受け、軽巡木曾と駆逐艦4隻（曙、沖波、秋霜、初春）が沈没または着底した。同日深夜、航行可能な駆逐艦5隻（霞、初霜、朝霜、潮、竹）は第五艦隊司令部を乗せ、マニラを脱出した。15日に第18駆逐隊は解隊され、霞は第7駆逐隊に編入したが、僚艦2隻のうち潮は修理が必要で、曙は沈没していた。
11月20日に第一水雷戦隊は解隊され、第7駆逐隊は第二水雷戦隊に編入。木村少将が戦隊司令官になり、霞は第二水雷戦隊旗艦を務めた。第二遊撃部隊は22日、リンガ泊地に到着した。霞は座礁により大破した戦艦榛名 を護衛するため、旗艦を潮に変更して初霜と共にリンガを出発。29日にシンガポールで榛名を護衛し、12月5日に台湾・馬公に到着した。護衛を終えた霞と初霜は、船団護衛の命令を受けて台湾・高雄へ向かったが、レイテ方面の戦局の悪化を理由に中止され、10日にベトナム・カムラン湾に到着した。17日朝、霞と初霜は油槽船日栄丸を護衛してカムラン湾を出発し、同船分離後はマレー半島北東タイランド湾で米潜水艦の攻撃を受けて大破した重巡妙高に合流。霞は妙高の曳航を試みたが、曳索が切れて断念した。
20日、フィリピン・ミンドロ島を攻撃する礼号作戦が発動された。霞は第二遊撃部隊本隊に復帰し、22日にカムラン湾に到着した。礼号作戦には足柄、軽巡大淀、駆逐艦5隻(霞、清霜、朝霜、榧、杉、樫）と共に参加し、霞は第二水雷戦隊旗艦を務めた。夜間空襲で清霜が沈没した。霞は魚雷4本を発射、米軍の機銃掃射で5人が戦死し、清霜の乗員を救助して戦場を離脱した。28日夕刻にカムラン湾に戻った。霞は足柄、大淀、朝霜と共にシンガポールへ向かった。
1945年（昭和20年）1月1日、4隻はシンガポールに到着し、霞は修理と整備を行った。3日、第二水雷戦隊司令官は古村啓蔵少将に交代した。25日、第7駆逐隊に響が編入し、霞、潮、響の3隻となった。
2月上旬、第二水雷戦隊の霞と初霜、朝霜は北号作戦に参加した。第四航空戦隊（伊勢、日向、大淀）を護衛してシンガポールを出発。香港で野風、神風を編入し、2月20日に呉に帰投した。

### 沈没
3月10日、霞は第21駆逐隊（初霜、朝霜）に編入した。残存艦艇で沖縄に突入する天一号作戦が発令され、大和と第21駆逐隊3隻を含む第二水雷戦隊（軽巡矢矧、第17駆逐隊《磯風、雪風、浜風》、第41駆逐隊《冬月、涼月》）が参加した。4月7日に朝霜が機関故障で落伍し、霞は輪形陣右側に位置した。米機動部隊艦載機の空襲を受け、霞は13時27分に被弾した。直撃弾と至近弾により機関部に浸水、航行不能となった。17名が戦死、43名が負傷。冬月が霞に接舷して乗員を収容した後、雷撃で処分し、16時57分に沈没した（北緯30度51分 東経127度57分 / 北緯30.850度 東経127.950度）。朝霜も沈没し、4月20日、第二水雷戦隊は解隊した。初霜は雪風の第17駆逐隊に編入された。5月10日、霞と朝霜は除籍され、第21駆逐隊も同日附で解隊した。

## 歴代艦長
艤装員長
1. 白濱政七 中佐：1938年12月15日[136] - 1939年6月28日[137]

駆逐艦長
1. 白濱政七 中佐：1939年6月28日[137] - 1939年11月15日[138]
2. 磯久研磨 中佐：1939年11月15日[138] - 1940年11月15日[139]
3. 戸村清 中佐：1940年11月15日[139] - 1942年8月20日[140]
4. （兼）友重丙 中佐：1942年8月20日[140] - 1942年9月10日[141]
5. （兼）杉岡幸七 中佐：1942年9月10日[141] - 1942年11月15日[142]
6. （兼）山名寛雄 少佐：1942年11月15日[142] - 1942年12月20日[143]
7. 山名寛雄 少佐/中佐：1942年12月20日[143] - 1945年3月1日[144]
8. 松本正平 少佐：1945年3月1日[144] - 1945年4月15日[145]